# Minier Zsolt
Minier Zsolt (Gyergyószentmiklós, 1980. november 13. –) erdélyi magyar informatikus.

## Életpályája
2003-ban informatika szakot végzett a kolozsvári Babeș–Bolyai Tudományegyetemen, ugyanott 2004-ben elvégezte a komponens alapú programozás mesterszakot. 2008–2010 tanársegéd a kolozsvári egyetem matematika és informatika karán. 2009-ben doktorált Transformation Techniques in Text Categorization című tézisével. Jelenleg programozó Kolozsvárott.

## Munkássága
Kutatási területe a mesterséges intelligencia, azon belül gépi tanulás, adatbányászat.

### Válogatott cikkei
- Bodó, Z.; Minier, Zs.; Csató, L.: Active Learning with Clustering, JMLR Workshop and Conference Proceedings Volume 16, May 16, 2010, Sardinia, Italy) 2011, pp. 127–139.
- Bodó, Z.; Minier, Zs.: Semi-supervised Feature Selection with SVMs, Proceedings of the 2nd 'Knowledge Engineering: Principles and Techniques' Conference, Cluj-Napoca, Romania, 2009, pp. 159–162.
- Bodó, Z.; Minier, Zs.: On Supervised and Semi-Supervised k-Nearest Neighbor Algorithms, STUDIA UNIV. BABEȘ–BOLYAI, INFORMATICA, Volume 53, Number 2, Cluj-Napoca, 2008, pp. 79–92. 2007
- Bodó, Z.; Minier, Zs.; Csató, L.: Text Categorization Experiments Using Wikipedia. Proceedings of the 1st 'Knowledge Engineering: Principles and Techniques' Conference, Cluj-Napoca, Romania, 2007, pp. 66–72.
- Zsolt Minier, Lehel Csató: Kernel PCA based clustering for inducing features in text Categorization. 15th European Symposium on Artificial Neural Networks, Bruges, Belgium, April 25–27, 2007, pp. 349–354.
- Zsolt Minier, Zalán Bodó, Lehel Csató: Wikipedia-Based Kernels for Text Categorization. 9th International Symposium on Symbolic and Numeric Algorithms for Scientific Computing, Timişoara, Romania, September 26–29, 2007, pp. 157–164.